# گوراچیچی
گوراچیچی (به صربی: Goračići) یک روستا در صربستان است که در لوچانی واقع شده‌است. گوراچیچی ۲۹٫۷۷ کیلومتر مربع مساحت و ۱٬۰۸۲ نفر جمعیت دارد و ۴۷۱ متر بالاتر از سطح دریا واقع شده‌است.